# Karabînivka, Pavlohrad
Karabînivka (în ucraineană Карабинівка) este localitatea de reședință a comunei Karabînivka din raionul Pavlohrad, regiunea Dnipropetrovsk, Ucraina.

## Demografie
Componența lingvistică a localității Karabînivka
     Ucraineană (93,22%)
     Rusă (3,98%)
     Alte limbi (0,22%)
Conform recensământului din 2001, majoritatea populației localității Karabînivka era vorbitoare de ucraineană (93,22%), existând în minoritate și vorbitori de rusă (3,98%) și armeană (2,26%).